# Deir el-Médineh
Deir el-Médineh (ou Deir al-Médîna) est le nom arabe d'un village de l'Égypte antique où résidait la confrérie des artisans chargés de construire les tombeaux et les temples funéraires des pharaons et de leurs proches durant le Nouvel Empire (de la XVIIIe à la XXe dynastie). Le village se situe sur le chemin qui mène du Ramesséum à la vallée des Reines.
Son nom antique, Set Maât her imenty Ouaset, signifie « La place de Maât (ou Place de vérité) à l'occident de Thèbes ». En effet, le village se trouve à l'ouest de Thèbes, sur la rive opposée du Nil. Le nom arabe de Deir el-Médineh signifie « le couvent de la ville » car, à l'époque de la conquête de l'Égypte par les Arabes, le temple du village avait été converti en monastère chrétien au Ve siècle. Les artisans vénéraient Amenhotep Ier comme fondateur et protecteur de la confrérie.
Les habitants de Deir el-Médineh sont à l'origine d'une grande partie des tombes de la vallée des Rois et des temples funéraires qui longent la rive ouest du Nil, entre autres des tombes des Amenhotep, des Thoutmôsis, des Ramsès et de Toutânkhamon. On leur doit également le temple monumental d'Hatchepsout sur le site de Deir el-Bahari. Sur le flanc de la colline bordant le village, les tombes des ouvriers ont été construites et décorées par les ouvriers de la nécropole eux-mêmes. On y trouve entre autres les tombes d'Ipy, de Pached, et de Senedjem. 
Les fouilles ont permis de retrouver un grand nombre d'ostraca et de papyri, qui renseignent d'une façon détaillée sur la vie quotidienne des ouvriers. Ceux-ci apparaissent comme un personnel très qualifié de petits fonctionnaires, bien logés, nourris, soignés, bénéficiant d'un statut enviable. Ces grands travaux n'ont donc pas été réalisés, contrairement à une légende tenace, par une population d'esclaves. Cependant, le village compte des esclaves étrangers. De plus, l'isolement et la claustration des habitants reviennent à une situation d'esclavage.

## Historique
C'est Thoutmôsis Ier qui institue une équipe d'ouvriers dédiés au creusement et à la décoration des tombes royales et fonde ainsi le village de Deir el-Médineh.
Lors de la construction d'Akhetaton, la nouvelle capitale, une partie de la communauté des artisans restent à Deir el-Médineh, tandis qu'une autre partie rejoint Amarna.
Mais à partir de l'époque ramesside, le nombre d'artisans augmente et le village s'agrandît.
Sous Ramsès III a lieu la première grève de l'histoire due à des retards d'approvisionnement.
À la fin du règne de Ramsès XI, le village est abandonné, puis pillé durant la Troisième Période intermédiaire.

## Architecture du village
À son apogée, le village couvre une superficie de 5 600 m2 et compte environ 120 ouvriers (soit 1 200 personnes au total, en comptant les familles).
Ceint par une muraille haute de cinq mètres environ percée d'une porte principale au nord, gardée nuit et jour, le village est composé de soixante-huit maisons mitoyennes — à toit plat — donnant sur une rue principale. Chaque maison, construite selon un modèle identique, en brique crue sur des fondations de pierre, comprend trois pièces en enfilade :
- une entrée avec une chapelle surélevée, décorée d'images en lien avec la femme et la naissance ;
- une pièce de vie au plafond également surélevé et percé de petites fenêtres laissant passer le jour, équipées d'une sorte de capte-vent destiné à apporter un peu de fraîcheur à l'intérieur ;
- une ou deux pièces donnant sur une cour équipée d'un four en argile et servant de cuisine.

Entre la pièce principale et la cuisine, un escalier permet d'atteindre le toit-terrasse.
Les cours sont protégées du soleil par des canisses de roseau. Enfin, les maisons sont complétées par une cave destinée à maintenir au frais les denrées alimentaires. Le toit plat constitue un espace supplémentaire de couchage et de stockage. Les murs intérieurs sont enduits et peints de motifs colorés géométriques imitant des tissus décoratifs.
Le mobilier est limité et simple, les pièces étant petites et le bois rare et onéreux. Les vêtements, cosmétiques et objets de valeur sont entreposés dans des paniers, des pots ou des coffres en bois. Les maisons les plus riches disposent de lits, de chaises et de tabourets mais dans les plus modestes - la majorité de celles de Deir el-Médineh -, des banquettes en brique crue servent pour dormir et s'asseoir. Les repas sont servis sur des plateaux, parfois soutenus par des tréteaux mobiles.
Les tombes des artisans sont hors de l'enceinte et jouxtent le village.
Un temple de construction ptolémaïque y est édifié par Ptolémée IV pour les déesses Hathor et Maât.

## Équipes de travailleurs
Deux équipes se partagent les tâches d'aménagement et de décoration des sépultures pharaoniques. Chacune — la « droite » et la « gauche » — compte contremaitres, maçons, peintres, graveurs, sculpteurs, etc. La cité se développe jusqu'à compter sous Ramsès IV quelque 1 200 personnes nourries par une noria de pêcheurs, cultivateurs et porteurs d'eau.
Sur les monuments laissés par les ouvriers, ces derniers se présentent comme étant serviteur dans la Place de Vérité (sedjem aah em set Maât). Ce terme sous-entend des notions d'ordre, de vérité et de justice, montrant que ces artisans, en préparant la tombe de Pharaon, jouent un rôle décisif dans le maintien de l'ordre du monde dont le souverain est le garant.
À la fin du règne de Ramsès III (vers -1166 suivant les sources), le village est le lieu d'un événement mémorable : une grève des ouvriers. Celle-ci, en effet, est l'objet du premier document connu de l'Histoire relatant un conflit social, le Papyrus de la Grève conservé au musée de Turin.

### Dessins d'artistes
Dans les fouilles du « grand puits », devenu dépotoir, les archéologues ont découvert des milliers d'ostraca, certains apportant des informations sur la vie quotidienne de la communauté, et d'autres comportant des dessins témoignant du savoir-faire et de l'humour des artisans :
- un chat berger (conservé au musée égyptien du Caire) ;
- le dressage d'un babouin (conservé au musée du Louvre) ;
- une danseuse (conservé au musée égyptologique de Turin) ;
- une mère et son fils (conservé au British Museum) ;
- des ex-voto (conservé au musée égyptien du Caire), etc.

## Temples et divinités vénérées à Deir el-Médineh

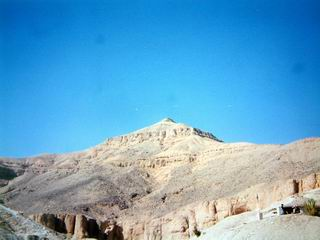
La Cime (montagne thébaine), vue depuis la vallée des Rois.

La déesse Mertseger est la protectrice du village. Elle réside au sommet de la pyramide naturelle, la Cime, formée par un pic de la montagne thébaine (450 m).

### Divinités vénérées

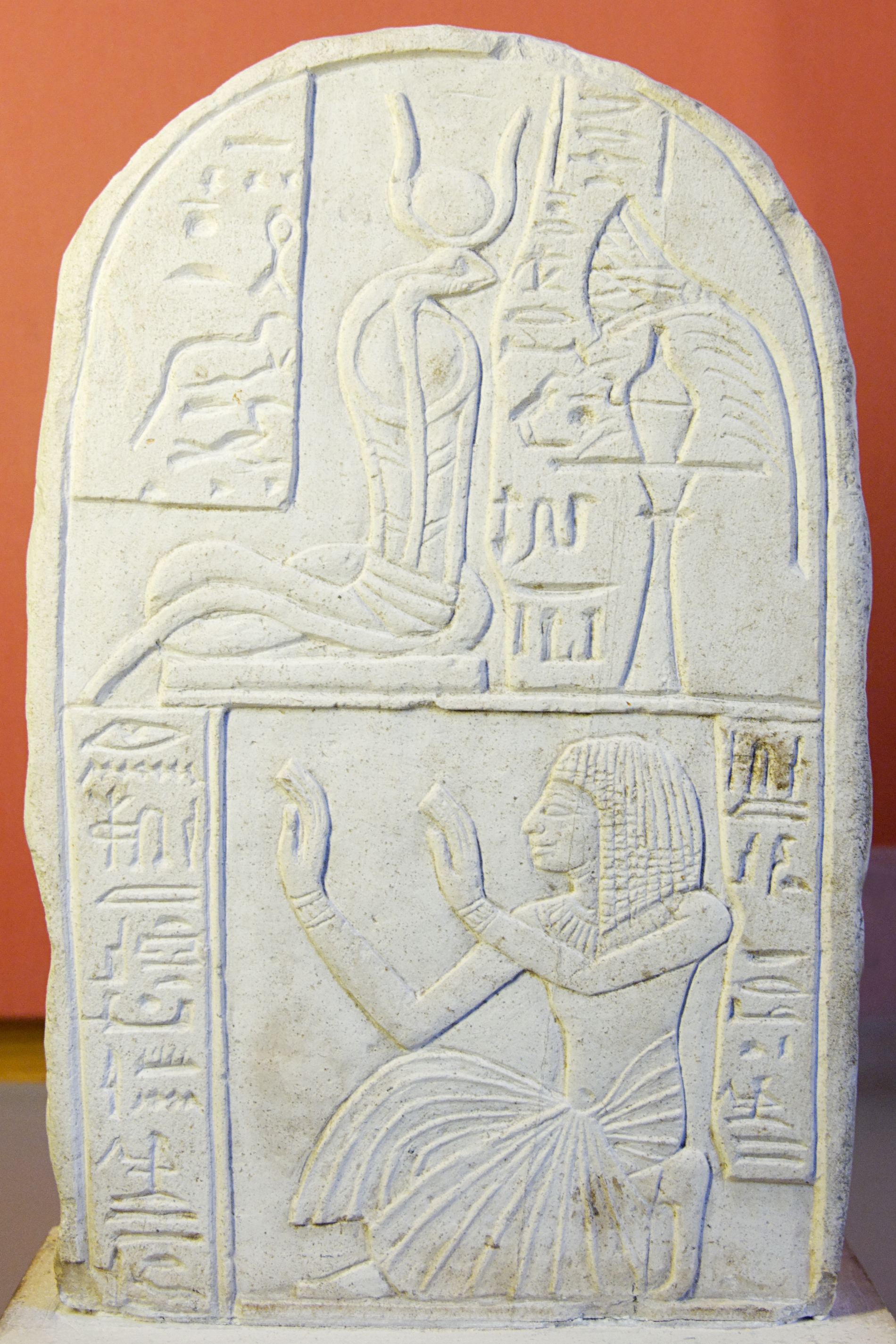
La déesse Mertseger.

- Maât, la rectitude, règle primordiale de la confrérie ;
- Mertseger, protectrice du village ;
- Thot, patron des scribes et des dessinateurs ;
- Khnoum, patron des potiers et des sculpteurs ;
- Hathor, déesse de l'amour ;
- Amenhotep Ier, pharaon divinisé en tant que fondateur de la ville.

### Temples

#### Le temple ptolémaïque
D'époque ptolémaïque, le petit temple de Deir el-Médineh (neuf mètres de large sur vingt-deux mètres de long) comporte trois sanctuaires juxtaposés précédés d'un vestibule soutenu par deux colonnes à chapiteau hathorique.
Ici sont vénérés Amon-Rê-Osiris, Amon-Sokar-Osiris et Hathor et on trouve dans un des sanctuaires une très rare représentation de la pesée du cœur devant Osiris qui doit définir si le défunt était apte ou non à entrer dans le royaume des morts.
Bien que fort modeste, le temple est pourvu d'un mammisi, actuellement visible sous la forme d'un renfoncement dans un des murs extérieur du temple, lui-même entouré par une enceinte en briques crues typique.

#### Autres constructions
Outre le temple de Deir el-Médineh, le site est parsemé de fondations d'autres temples plus anciens, notamment le temple d'Amenhotep Ier, le temple d'Amon de Ramsès II et la chapelle d'Hathor construite par Séthi Ier alors que d'autres éléments remontent à Ramsès II.

## Fouilles archéologiques

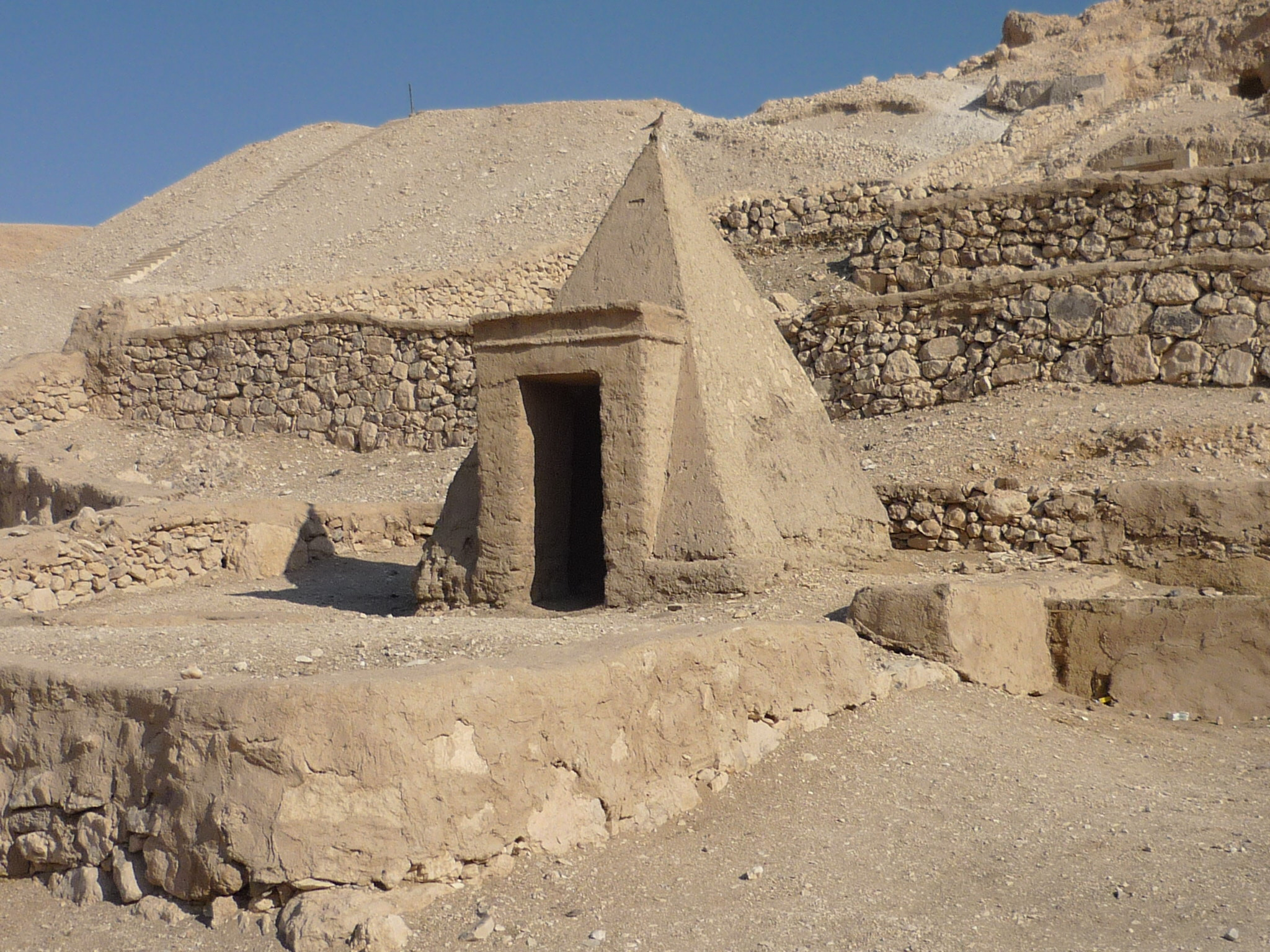
Tombeau à l'entrée de Deir el-Médineh.

À partir de 1810, les voleurs pillent Deir el-Médineh, dont les nombreuses tombes et les maisons étaient encore en excellent état. Auguste Mariette met fin à ce pillage sauvage dans les années 1850. TT1, la tombe de Sennedjem, est découverte en 1885.
Le village est fouillé dans sa partie nord par Ernesto Schiaparelli de 1905 à 1909 pour le compte du musée égyptologique de Turin, et les années suivantes, le Français Émile Baraize s'intéresse au petit temple ptolémaïque. Il y a ensuite quelques fouilles dirigées par l'Allemand Müller et les Français Girard et Kuentz. Mais le véritable explorateur du site est Bernard Bruyère qui y consacra près de vingt-cinq ans de sa vie. Il y entreprend l'exploration systématique et méthodique entre 1917 et 1947 ainsi que l’égyptologue tchèque Jaroslav Černý. En 1934/1935, Bernard Bruyère y découvre la tombe de la dame Madja et de son époux, un ouvrier du village des artisans.

### Œuvres de fiction
En 2000, Christian Jacq a écrit une série intitulée La Pierre de Lumière, traitant de ce village d'artisans et composée de quatre volumes : Néfer le silencieux, La femme sage, Paneb l'ardent et La place de Vérité.
En 2010, un album de la série de bande dessinée, Les Gardiens du sang écrite par Didier Convard, a pour titre Deir el-Médineh.
C'est un des lieux du jeu Égypte : 1156 av. J.-C. - L'Énigme de la tombe royale.